# The Goldwyn Follies
The Goldwyn Follies is een musicalfilm uit 1938, geschreven door Ben Hecht, Sid Kuller, Sam Perrin en Arthur Phillips met muziek van George Gershwin, Vernon Duke en Ray Golden en teksten van Ira Gershwin en Sid Kuller. The Goldwyn Follies was de eerste Technicolorfilm geproduceerd door Samuel Goldwyn.
De film, met Adolphe Menjou, Vera Zorina, Edgar Bergen (met zijn buikspreekpop Charlie McCarthy), Andrea Leeds, Kenny Baker, Ella Logan, Helen Jepson, Bobby Clark en de Ritz Brothers, gaat over een filmproducent die een meisje van eenvoudige komaf uitzoekt, zijn "Miss Humanity", om zijn films kritisch te beoordelen vanuit het oogpunt van de gewone mens. Het is een satire op de Hollywoodfilms uit die tijd en heeft een paar uitstekende jazzstandards opgeleverd met choreografieën van George Balanchine.
In de film zitten de laatste musicalliedjes die George Gershwin heeft geschreven voor zijn dood op 11 juli 1937. De wereldpremière van The Goldwyn Follies was op 28 januari 1938 in Miami. De film ging vanaf 23 februari 1938 in roulatie. De film werd genomineerd voor een Oscar voor ‘Best Score’ voor de orkestratie van Edward B. Powell onder de muzikale leiding van Alfred Newman en voor ‘Best Interior Decoration’.

## Ontstaansgeschiedenis
De gebroeders Gershwin begonnen met het schrijven van de nummers voor de film Goldwyn Follies van Samuel Goldwyn midden mei 1937. Goldwyn had ook nog ideeën voor een tweede film maar daar hadden de Gershwins geen trek meer in. Vooral George had het helemaal gehad met Hollywood en wilde weer terug naar New York.
Goldwyn had uit allerlei verschillende disciplines topmensen gecharterd: ballet, radio, stand-upcomedians, vaudeville, opera, buikspreker en film. Als hoofdattractie had Goldwyn een groots opgezet ballet in gedachten op een choreografie van Balanchine met muziek van Gershwin uitgevoerd door het ballet van de Metropolitan Opera. Gershwin schreef eerst de liedjes en vervolgens het instrumentale gedeelte met als titel "Swing Symphony". Het plan was om dat later eventueel te gebruiken voor een ballet of een orkestwerk. Hij heeft het echter niet kunnen schrijven. Eind juni waren er vijf liedjes zo goed als klaar: "I Love to Rhyme", "I Was Doing All Right", "Just Another Rhumba", "Love Is Here to Stay" en "Love Walked In". Op advies van Ira contracteerde Goldwyn Vernon Duke om het werk van George af te maken. Van de liedjes "I Was Doing All Right" en "Love Walked In" was het couplet nog niet af en van "Love Is Here to Stay" was alleen een schets van het refrein aanwezig. Met hulp van Ira maakte Oscar Levant het refrein van "Love Is Here to Stay" af voor zover hij het zich nog kon herinneren en hielp hij Vernon Duke bij het completeren van het couplet. Ira en Vernon Duke maakten samen de liedjes "Spring Again" en "I’m Not Complaining" waarvan alleen het eerste lied in de film werd gebruikt.
Door het overlijden van George beëindigde Goldwyn het contract met Ira en ontsloeg hij hem midden augustus. Het contract was opgesteld met de gebroeders Gershwin en niet met Ira.

## Synopsis
Filmproducent Oliver Merlin (Adolphe Menjou) en zijn ster, de temperamentvolle Russische actrice, Olga Samara (Vera Zorina) bespreken hun laatste geflopte film en zijn van plan een nieuwe film te maken met als titel: "Forgotten Dance". Tijdens een paar opnames op het platte land vangt Oliver toevallig een gesprek op van Hazel Dawes, een meisje dat in de buurt woont, waarbij ze de laatste film van Oliver heel kritisch beoordeelt en als ‘onrealistisch’ bestempelt. Oliver besluit Hazel in te huren als consultant en noemt haar, "Miss Humanity". ("Ik kan een heleboel dichters en scenarioschrijvers kopen", vertelt hij haar, "maar ik kan geen gezond verstand kopen. Ik kan geen menselijkheid kopen."). Oliver vertrouwt haar toe aan de actrice Glory Wood (Ella Logan), vriendin van casting director A. Basil Crane Jr. (Bobby Clark). Edgar Bergen (speelt zichzelf) en zijn pop, Charlie McCarthy, hoopt, net als de Ritz Brothers (spelen zichzelf), werk te vinden bij Oliver Merlin.
Oliver neemt Hazel mee naar een balletversie van "Romeo and Juliet" met het verzoek om deze te beoordelen voor zijn nieuwe film. Hij verandert – op advies van Hazel – het slot van het ballet in een ‘happy end’ (het "Romeo and Juliet Ballet", met Vera Zorina en William Dollar op muziek van Vernon Duke). Als Michael Day (Phil Baker) moeilijk doet over zijn tekst (die slechts uit één regel bestaat) besluit de regisseur (Jerome Cowan) de productie te stoppen om het script te herschrijven. Tijdens de auditie voor een tenor, in de film een gondelier, bestormen de Ritz Brothers Oliver’s kantoor en doen hun auditie ("Here Pussy, Pussy", op muziek en tekst van Ray Golden en Sid Kuller).
In een plaatselijke snackbar valt Hazel voor cafetariamedewerker Danny Beecher (Kenny Baker) nadat ze hem het liedje "Love Walked In" heeft horen zingen. De volgende dag neemt Oliver Hazel mee naar de opera om Leona Jerome (Helen Jepson) te horen zingen van wie hij hoopt dat ze in zijn nieuwe film gaat spelen (gedeeltes uit "La traviata" van Verdi met Jepson en Charles Kuhllmann). Hazel en Danny maken een afspraakje met elkaar en Glory helpt Danny om mee te kunnen doen aan een talentenjacht op de radio. Op verzoek van Hazel luistert Oliver naar Danny tijdens de talentenjacht op de radio en Oliver besluit hem te contracteren voor de rol van gondelier ("I Was Doing All Right" gezongen door Logan en "Love Is Here to Stay" gezongen door Baker).
Tijdens het filmen in Venetië zingt Leona Jerome het lied "Serenade" (muziek van Enrico Toselli op tekst van Afredo Silvestri) en Danny "Spring Again" (Muziek van Vernon Duke en tekst van Ira), gevolgd door een waterballet ("Water Nymph Ballet" met Zorina en Dollar op muziek van Vernon Duke) dat continu gestoord wordt door de Ritz Brothers ("Serenade to a Fish"; muziek en tekst van Golden en Kuller). Als Oliver zijn verloving bekend wil maken met Hazel, ontdekt hij dat Hazel smoorverliefd is op Danny. Oliver, hevig verontwaardigd, dreigt Danny te ontslaan als Hazel niet met hem trouwt. Hazel gaat overstag en stemt toe. ’s Avonds tijdens een feestje bij Oliver, zingen Michael Day en Edgar Bergen het lied "I Love to Rhyme". Oliver, die ziet dat Danny zijn liefde voor Hazel belangrijker vindt dan zijn zangcarrière, komt tot inkeer en kondigt de verloving aan van Hazel en Danny en biedt Danny tevens een contract aan voor vijf jaar (reprise van "Love Walked In").

## Cast

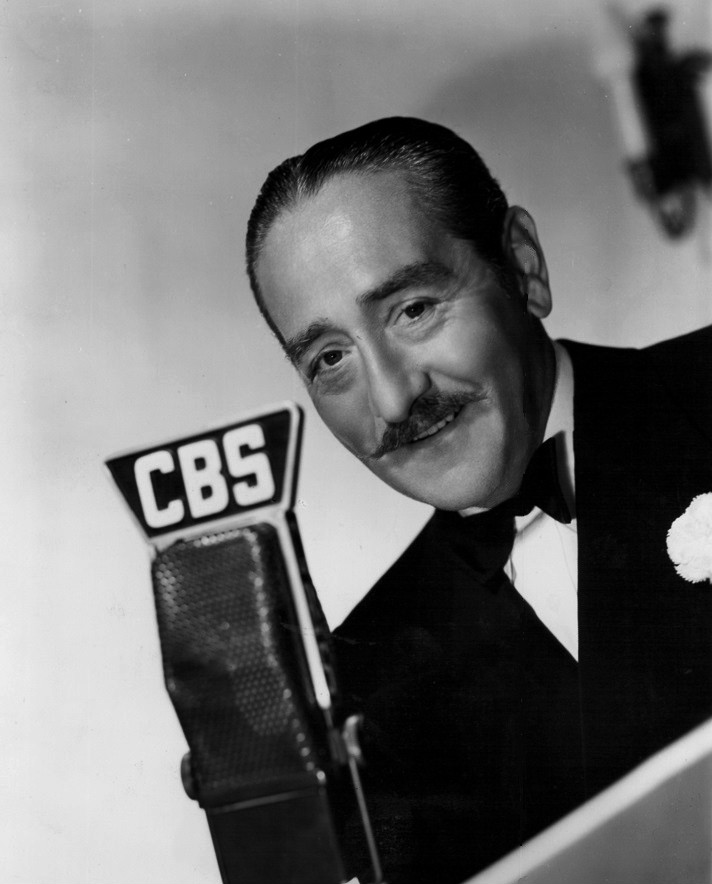
Adolphe Menjou in 1938

| Acteur                                        | Personage                      | Beschrijving                  |
| --------------------------------------------- | ------------------------------ | ----------------------------- |
| Adolphe Menjou                                | Oliver Merlin                  | filmproducer                  |
| Ritz Brothers                                 | spelen zichzelf                |                               |
| Vera Zorina                                   | Olga Samara                    | danseres/actrice              |
| Kenny Baker                                   | Danny Beecher                  | cafetariamedewerker           |
| Andrea Leeds                                  | Hazel Dawes                    | plattelandsmeisje             |
| Edgar Bergen (buikspreker)                    | speelt zichzelf                |                               |
| Charlie McCarthy                              | de pop van Bergen              |                               |
| Helen Jepson                                  | Leona Jerome                   | operazangeres                 |
| Phil Baker                                    | Michael Day                    | acteur                        |
| Bobby Clark                                   | A. Basil Crane Jr.             | casting director              |
| Ella Logan                                    | Glory Wood                     | actrice en vriendin van Basil |
| Jerome Cowan                                  | regisseur Lawrence             |                               |
| Charles Kullmann                              | Alfredo in 'La Traviata'       | operazanger                   |
| The American Ballet of the Metropolitan Opera | de balletdansers               |                               |
| Nydia Westman                                 | Ada                            |                               |
| Alan Ladd                                     | eerste zanger die auditie doet | (niet op de titelrol vermeld) |
| Francis Xavier Shields                        | regieassistent                 | (niet op de titelrol vermeld) |

## Liederen
- "Love Is Here to Stay"
- "I Was Doing All Right"
- "Spring Again"
- "Love Walked In"
- "I Love to Rhyme"
- "Here, Pussy, Pussy" (Ritz Brothers)
- "Just Another Rhumba" (niet opgenomen)

## Achtergrond
- De film kostte Samuel Goldwyn bijna 2 miljoen dollar.[3]
- Aan het aandeel van Vernon Duke – minstens zo groot als dat van Gershwin – werd door de pers nauwelijks aandacht besteed.[3] Op de dvd uitgave van 2008 staat zijn naam niet vermeld.
- Geen enkel lied van Gershwin kreeg een Oscarnominatie.
- Het lied "Love Walked In" stond in 1938 wekenlang hoog op de hitparade.[3]
- De film had een verliespost van zevenhonderdduizend dollar.[3]
- "Love Walked In" en "Love Is here to Stay" werden binnen niet al te afzienbare tijd enorme populaire jazzstandards.[3]
- Het lied "Just Another Rhumba" dat verwijderd werd uit de film werd een hit in 1959 door de opname van Ella Fitzgerald.[3][8]
- Op 10 juni – een maand voor zijn dood – schreef Gershwin in een brief aan zijn moeder dat Goldwyn Follies zijn laatste Hollywood project was en dat hij hunkerde om weer terug te keren naar New York en misschien wel naar Europa.[2]